# Grande Prêmio da Austrália de 1989
Resultados do Grande Prêmio da Austrália de Fórmula 1 realizado em Adelaide em 5 de novembro de 1989. Décima sexta etapa do campeonato, foi vencido pelo belga Thierry Boutsen, da Williams-Renault, com Alessandro Nannini em segundo pela Benetton-Ford e Riccardo Patrese em terceiro com a outra Williams-Renault.

## Resumo

### Bastidores em polvorosa
"Ninguém corre fora da pista de propósito", disse o pentacampeão Juan Manuel Fangio ao comentar, no limiar da irritação, o acidente entre Ayrton Senna e Alain Prost no Grande Prêmio do Japão. Para Jackie Stewart, o episódio pode ser mensurado a partir das características do piloto brasileiroː "É preciso ser agressivo para se ganhar corridas. Fui agressivo, Jim Clark foi agressivo e Senna, evidentemente, também é. A questão é que a ousadia de Senna é muito parecida com a de Villeneuve. Esse jeito de pilotar cria situações que aumentam o risco de acidentes", afirmou o tricampeão. Entre a defesa feita pelo ídolo argentino e a opinião do não menos respeitado "escocês voador", nota-se que a figura de Ayrton Senna suscita debates por onde passa, sobretudo em meio ao entrevero causado pela sua desclassificação na etapa nipônica, cujo resultado oficial sacramentou o tricampeonato de Alain Prost. Na opinião dos pilotos ouvidos pelo jornal O Globo, Ayrton Senna não oferece risco aos colegas, não é alguém perigoso para se ter na pista. Até mesmo Nelson Piquet avaliou a questão ao dizer que gostaria de ter Senna como piloto caso fosse dono de equipe, opinião respeitável considerando a animosidade histórica entre os dois brasileiros.
Ainda sob o impacto da suspensão por seis meses (sob sursis) imposta pelo Tribunal de Apelação da FIA, Ayrton Senna aproveitou que sua liberdade de opinião não fora cassada e resumiu os acontecimentos no Japão em uma fraseː "Alcancei Prost em condições limpas e movido por incrível desejo de ganhar, mas fui atrapalhado de maneira desleal". Dias antes, o brasileiro falou a respeito de sua puniçãoː "Desde que decidimos recorrer ao Tribunal de Apelação da FIA, sabíamos onde estávamos pisando. Sabíamos que a luta seria grande e os riscos que corríamos. A decisão tomada só reflete o ambiente político da Fórmula 1 e a verdadeira manipulação que foi o campeonato deste ano". Durante os treinos na Austrália, o Senna não demonstrava a volição habitual e parecia mais interessado nas férias vindouras, além de soar evasivo quando questionado a respeito do seu futuro.
O ambiente de competição, entretanto, cobra seu preço e nele Alain Prost foi o mais rápido nos treinos de sexta-feira tendo Ayrton Senna atrás de si, mas não sem uma dose de controvérsia, pois Senna alegou ter sido prejudicado por Alain Prost (McLaren) e Nigel Mansell (Ferrari) ao tentar uma volta lançada com o último jogo de pneus disponível para classificação. Ao ser perguntado sobre a formalização de uma queixa aos comissários, a resposta foi a seguinteː "De que adianta? Se mesmo tendo razão, sou punido, imagine se der mais motivos para controvérsia". Alain Prost e Nigel Mansell, aliás, reiteraram suas críticas sobre o estilo de pilotagem de Senna. "Ele se arrisca muito e acaba envolvendo outros pilotos em acidentes", diz Prost. Mais conciso, o britânico da Ferrari sentenciouː "É inconsequente, um perigo". Rigoroso em sua avaliação, Mansell foi autor de um momento burlesco na manhã de sábado. Disse Nelson Piquetː "Na saída da curva, encontrei o Mansell andando devagar. Normalmente, se o piloto está andando lento mas vai continuar no circuito, encosta bem à direita para deixar os outros passarem. Se vai para o meio da pista, é sinal de que vai entrar nos boxes. Foi o que pensei e tratei de passar pela esquerda. Ele também passou para o lado e não houve jeito de evitar a batida".
Naquele mesmo sábado Ayrton Senna fez o melhor tempo do fim de semana e assegurou a décima terceira pole position em dezesseis provas de 1989, somando 42 largadas na primeira posição. Com a equiparação dos tempos, a McLaren assegurou Alain Prost na segunda posição em mais uma dobradinha, embora o destaque do treino tenha sido Pierluigi Martini, em terceiro com a sua Minardi. Vencedor do Grande Prêmio do Japão de 1989, Alessandro Nannini ficou em quarto lugar com a Benetton enquanto a Williams garantiu a terceira fila com Thierry Boutsen e Riccardo Patrese. Dentre os pilotos não classificados para a corrida, cinco encerraram a carreira na Fórmula 1ː Jonathan Palmer, Luis Pérez-Sala, Pierre-Henri Raphanel, Oscar Larrauri e Enrico Bertaggia.

### E a chuva se impôs
Todas as atividades desenvolvidas em Adelaide foram sob forte calor e em pista seca, mas o imponderável surgiu ao final do warm-up quando uma chuva caiu sobre o circuito, obrigando os comissários a conceder meia hora extra de treinos para a adaptação dos carros às novas condições de pista, mas tal era o volume de chuva que atrasaram a largada em trinta minutos esperando a diminuição do aguaceiro. Nesse momento, Nelson Piquet e Alain Prost pediram um novo adiamento e até mesmo abandonaram suas máquinas, no que foram seguidos por outros colegas de profissão, embora Ayrton Senna e Maurício Gugelmin não o tenham feito. Um estava determinado a vencer para provar seus pontos de vista e o outro almejava livrar a March da árdua sina da pré-classificação em 1990. Para a direção de prova, o dilúvio australiano não justificava outro adiamento e logo a sinalização de tempo foi exibida em placas. Quanto levantaram a de trinta segundos, fez-se o caos, pois "enquanto alguns carros saíam para a volta de apresentação, outros permaneciam parados, com pilotos colocando apressadamente luvas, capacetes e cintos de segurança". Em meio a tamanha balbúrdia, a direção de prova acionou a luz verde quando muitos carros ainda percorriam a volta de apresentação, motivo pelo qual os competidores não estavam alinhados e largaram da forma que estavam. Eddie Cheever partiu com sua Arrows em situação inusitada, pois estava atrás do carro de bombeiros e de uma ambulância.
Ayrton Senna hesitou no momento da largada, Alain Prost emparelhou com ele e os dois quase bateram, contudo o brasileiro conservou a liderança. Todavia, a chance de um novo duelo entre os inimigos figadais abrigados na McLaren chegou ao fim antes da primeira volta, pois o francês recolheu-se aos boxes e desistiu de correr naquelas condições. Logo a prova seria suspensa quando a Onyx de J. J. Lehto ficou enganchada numa zebra em posição perigosa. Algum tempo depois prevalece a tese de Bernie Ecclestone, chefão da FOCA, segundo a qual a prova deveria continuar.
Com o asfalto ainda encharcado, Ayrton Senna patinou ao relargar, entretanto a Minardi de Pierluigi Martini serviu, involuntariamente, como barreira ao avanço das Williams de Thierry Boutsen e Riccardo Patrese e quando estes ultrapassaram a Minardi na terceira volta, a liderança de Senna estava assegurada e em dado momento a vantagem do brasileiro ultrapassava vinte e um segundos. Menos sorte tiveram os envolvidos em acidentesː Philippe Alliot e Gerhard Berger bateram na entrada de uma curva e na sétima volta Derek Warwick rodou e abandonou a corrida. Resultadoː na sétima volta, igual número de pilotos não estava mais participando do Grande Prêmio da Austrália. As condições de pista vitimaram até mesmo Ayrton Senna. Habituado a triunfar sob temporal como, por exemplo, no Grande Prêmio de Portugal de 1985 ou no Grande Prêmio da Grã-Bretanha de 1988, ele mantinha Boutsen há trinta segundos de distância, porém ao ultrapassar o retardatário Nelson Piquet, o piloto da McLaren não percebeu a lentidão de Martin Brundle devido ao intenso spray na reta do Circuito de Adelaide e como resultado, Senna bateu na Brabham do corredor britânico e abandonou após treze voltas lideradas. "Nunca vivi coisa igual. Estava meio carro à frente de Piquet quando senti a pancada", disse o campeão de 1988.
Neste momento, o belga Thierry Boutsen assumiu a liderança para não mais perdê-la, entrementes a prova continuava escorregadia e perigosa. Nelson Piquet passou algum tempo atrás de Pierluigi Martini porque a baixa aderência de sua Minardi o fazia deslizar diante da Lotus do tricampeão mundial, mas isso nem foi o piorː seis voltas depois de ultrapassar Martini, Nelson Piquet estavas atrás da cortina d'água que a Osella de Piercarlo Ghinzani expelia e não percebeu quando o italiano reduziu a velocidade provocando um acidente que os eliminou da prova. Já fora do carro, Piquet lamentou a ausência de Jean-Marie Balestre da etapa australiana, pois aos seus olhos o dirigente francês o único que às vezes ouve os pilotos, ao contrário de Bernie Ecclestone. "Não se podia ver nada, a não ser aquaplanning". Crítico de Ayrton Senna por este não ter aderido ao movimento em prol de um novo adiamento da corrida, Piquet machucou o polegar esquerdo e foi aos boxes da Osella desculpar-se com Ghinzani, cujo pé direito estava lesionado. "Era uma loucura largar outra vez, mas nem todos os pilotos tinham o mesmo ponto de vista, como Senna, que não quis sair do carro. Ele achava que, se ganhasse a corrida, ainda teria uma chance de ser campeão, mesmo que isso só ocorresse daqui a seis meses". Resignado, o tricampeão exclamouː "Não conseguimos nos unir e lutar. Para mim, chegaː em 11 anos na Fórmula 1, toda vez que tentamos juntar os pilotos não funciona. Nunca mais tentarei isso outra vez. Estou muito satisfeito de ainda estar vivo esta noite". Por pouco não se repetiu na Austrália algo semelhante ao acidente de Didier Pironi no Grande Prêmio da Alemanha de 1982, pois o capacete de Piquet resvalou no pneu traseiro direito de Ghinzani.
Depois do acidente entre Piquet e Ghinzani, outros pilotos ficaram pelo caminho, reduzindo para oito o número de competidores em ação. Destes, o japonês Satoru Nakajima, companheiro de Nelson Piquet na Lotus, tornou-se o primeiro nipônico a marcar, no giro 64, a volta mais rápida em uma corrida de Fórmula 1. Em relação à prova australiana, a mesma foi encerrada ao final de setenta voltas após atingido o limite de duas horas previsto no regulamento e como a distância percorrida abrangeu 86% do percurso original, os pontos foram atribuídos integralmente. A vitória coube ao piloto belga Thierry Boutsen, da Williams, que subiu ao pódio junto aos italianos Alessandro Nannini, da Benetton, e Riccardo Patrese, também da Williams. Em quarto lugar cruzou a Lotus de Satoru Nakajima trazendo mais dois italianos atrás de siː Emanuele Pirro, da Benetton (que marcou os primeiros pontos de sua carreira), e Pierluigi Martini, da Minardi.
Com quatro italianos na zona de pontuação, o país de Giuseppe Farina e Alberto Ascari atingiu 150 pódios conquistados, mas esse era também um dia de despedidasː Eddie Cheever, Piercarlo Ghinzani e René Arnoux encerraram as suas carreiras na Fórmula 1, assim como as equipes Rial e Zakspeed finalizaram suas trajetórias na categoria. Quanto à March, esta foi vendida ao empresário Akira Akagi sendo rebatizada como Leyton House Racing. Aliás, com o sétimo lugar obtido por Maurício Gugelmin, a equipe livrou-se do suplício da pré-classificação em 1990. Em oitavo lugar, Stefano Modena completou, ao volante da Brabham, o grupo de sobreviventes do Grande Prêmio da Austrália de 1989.

## Classificação

### Pré-qualificação
| Pos. | Nº | Piloto             | Construtor       | Tempo    | Diferença |
| ---- | -- | ------------------ | ---------------- | -------- | --------- |
| 1    | 17 | Nicola Larini      | Osella-Ford      | 1:18.379 | —         |
| 2    | 30 | Philippe Alliot    | Lola-Lamborghini | 1:18.523 | + 0.144   |
| 3    | 18 | Piercarlo Ghinzani | Osella-Ford      | 1:19.153 | + 0.774   |
| 4    | 37 | J. J. Lehto        | Onyx-Ford        | 1:19.442 | + 1.063   |
| 5    | 36 | Stefan Johansson   | Onyx-Ford        | 1:19.539 | + 1.160   |
| 6    | 29 | Michele Alboreto   | Lola-Lamborghini | 1:20.129 | + 1.750   |
| 7    | 34 | Bernd Schneider    | Zakspeed-Yamaha  | 1:20.179 | + 1.800   |
| 8    | 31 | Roberto Moreno     | Coloni-Ford      | 1:20.183 | + 1.804   |
| 9    | 33 | Oscar Larrauri     | EuroBrun-Judd    | 1:20.750 | + 2.371   |
| 10   | 35 | Aguri Suzuki       | Zakspeed-Yamaha  | 1:21.012 | + 2.633   |
| 11   | 41 | Yannick Dalmas     | AGS-Ford         | 1:21.022 | + 2.643   |
| 12   | 40 | Gabriele Tarquini  | AGS-Ford         | 1:21.600 | + 3.221   |
| 13   | 32 | Enrico Bertaggia   | Coloni-Ford      | 1:24.081 | + 5.702   |

### Treinos classificatórios
| Pos.    | N.º | Piloto                | Construtor       | Q1       | Q2       | Diferença |
| ------- | --- | --------------------- | ---------------- | -------- | -------- | --------- |
| 1       | 1   | Ayrton Senna          | McLaren-Honda    | 1:17.712 | 1:16.665 | —         |
| 2       | 2   | Alain Prost           | McLaren-Honda    | 1:17.403 | 1:17.624 | + 0.738   |
| 3       | 23  | Pierluigi Martini     | Minardi-Ford     | 1:18.043 | 1:17.623 | + 0.958   |
| 4       | 19  | Alessandro Nannini    | Benetton-Ford    | 1:18.271 | 1:17.762 | + 1.097   |
| 5       | 5   | Thierry Boutsen       | Williams-Renault | 1:17.791 | 1:18.586 | + 1.126   |
| 6       | 6   | Riccardo Patrese      | Williams-Renault | 1:18.636 | 1:17.827 | + 1.162   |
| 7       | 27  | Nigel Mansell         | Ferrari          | 1:19.525 | 1:18.313 | + 1.648   |
| 8       | 8   | Stefano Modena        | Brabham-Judd     | 1:18.750 | 1:20.076 | + 2.085   |
| 9       | 22  | Andrea de Cesaris     | Dallara-Ford     | 1:18.828 | 1:19.487 | + 2.163   |
| 10      | 21  | Alex Caffi            | Dallara-Ford     | 1:18.857 | 1:18.899 | + 2.192   |
| 11      | 17  | Nicola Larini         | Osella-Ford      | 1:19.305 | 1:19.110 | + 2.445   |
| 12      | 7   | Martin Brundle        | Brabham-Judd     | 1:19.136 | 1:19.428 | + 2.471   |
| 13      | 20  | Emanuele Pirro        | Benetton-Ford    | 1:19.710 | 1:19.217 | + 2.552   |
| 14      | 28  | Gerhard Berger        | Ferrari          | 1:19.238 | 1:20.615 | + 2.573   |
| 15      | 4   | Jean Alesi            | Tyrrell-Ford     | 1:19.363 | 1:19.259 | + 2.594   |
| 16      | 16  | Ivan Capelli          | March-Judd       | 1:19.269 | 1:19.294 | + 2.604   |
| 17      | 37  | J. J. Lehto           | Onyx-Ford        | 1:20.767 | 1:19.309 | + 2.644   |
| 18      | 11  | Nelson Piquet         | Lotus-Judd       | 1:19.392 | 1:20.622 | + 2.727   |
| 19      | 30  | Philippe Alliot       | Lola-Lamborghini | 1:19.568 | 1:19.579 | + 2.903   |
| 20      | 9   | Derek Warwick         | Arrows-Ford      | 1:19.599 | 1:19.622 | + 2.934   |
| 21      | 18  | Piercarlo Ghinzani    | Osella-Ford      | 1:19.691 | 1:20.718 | + 3.026   |
| 22      | 10  | Eddie Cheever         | Arrows-Ford      | 1:19.922 | 1:21.206 | + 3.257   |
| 23      | 12  | Satoru Nakajima       | Lotus-Judd       | 1:20.066 | 1:20.333 | + 3.401   |
| 24      | 26  | Olivier Grouillard    | Ligier-Ford      | 1:21.882 | 1:20.073 | + 3.408   |
| 25      | 15  | Maurício Gugelmin     | March-Judd       | 1:20.191 | 1:20.260 | + 3.526   |
| 26      | 25  | René Arnoux           | Ligier-Ford      | 1:20.872 | 1:20.391 | + 3.726   |
| 27      | 3   | Jonathan Palmer       | Tyrrell-Ford     | 1:20.428 | 1:20.451 | + 3.763   |
| 28      | 24  | Luis Pérez-Sala       | Minardi-Ford     | 1:20.633 | 1:20.866 | + 3.968   |
| 29      | 39  | Bertrand Gachot       | Rial-Ford        | 1:22.267 | 1:24.913 | + 5.602   |
| 30      | 38  | Pierre-Henri Raphanel | Rial-Ford        | 1:22.305 | 1:22.391 | + 5.640   |
| Fontes: |     |                       |                  |          |          |           |

### Corrida
| Pos.    | N.º | Piloto                | Construtor       | Voltas | Tempo/Diferença | Grid | Pontos |
| ------- | --- | --------------------- | ---------------- | ------ | --------------- | ---- | ------ |
| 1       | 5   | Thierry Boutsen       | Williams-Renault | 70     | 2:00:17.421     | 5    | 9      |
| 2       | 19  | Alessandro Nannini    | Benetton-Ford    | 70     | + 28.658        | 4    | 6      |
| 3       | 6   | Riccardo Patrese      | Williams-Renault | 70     | + 37.683        | 6    | 4      |
| 4       | 12  | Satoru Nakajima       | Lotus-Judd       | 70     | + 42.331        | 23   | 3      |
| 5       | 20  | Emanuele Pirro        | Benetton-Ford    | 68     | + 2 voltas      | 13   | 2      |
| 6       | 23  | Pierluigi Martini     | Minardi-Ford     | 67     | + 3 voltas      | 3    | 1      |
| 7       | 15  | Maurício Gugelmin     | March-Judd       | 66     | + 4 voltas      | 25   |        |
| 8       | 8   | Stefano Modena        | Brabham-Judd     | 64     | + 6 voltas      | 8    |        |
| Ret     | 10  | Eddie Cheever         | Arrows-Ford      | 42     | Rodou           | 22   |        |
| Ret     | 37  | J. J. Lehto           | Onyx-Ford        | 27     | Pane elétrica   | 17   |        |
| Ret     | 26  | Olivier Grouillard    | Ligier-Ford      | 22     | Rodou           | 24   |        |
| Ret     | 11  | Nelson Piquet         | Lotus-Judd       | 19     | Colisão         | 18   |        |
| Ret     | 18  | Piercarlo Ghinzani    | Osella-Ford      | 18     | Colisão         | 21   |        |
| Ret     | 27  | Nigel Mansell         | Ferrari          | 17     | Rodou           | 7    |        |
| Ret     | 1   | Ayrton Senna          | McLaren-Honda    | 13     | Colisão         | 1    |        |
| Ret     | 21  | Alex Caffi            | Dallara-Ford     | 13     | Rodou           | 10   |        |
| Ret     | 16  | Ivan Capelli          | March-Judd       | 13     | Radiador        | 16   |        |
| Ret     | 22  | Andrea de Cesaris     | Dallara-Ford     | 12     | Rodou           | 9    |        |
| Ret     | 7   | Martin Brundle        | Brabham-Judd     | 12     | Colisão         | 12   |        |
| Ret     | 9   | Derek Warwick         | Arrows-Ford      | 7      | Rodou           | 20   |        |
| Ret     | 30  | Philippe Alliot       | Lola-Lamborghini | 6      | Colisão         | 19   |        |
| Ret     | 28  | Gerhard Berger        | Ferrari          | 6      | Colisão         | 14   |        |
| Ret     | 4   | Jean Alesi            | Tyrrell-Ford     | 5      | Pane elétrica   | 15   |        |
| Ret     | 25  | René Arnoux           | Ligier-Ford      | 4      | Colisão         | 26   |        |
| Ret     | 2   | Alain Prost           | McLaren-Honda    | 0      | Desistiu        | 2    |        |
| Ret     | 17  | Nicola Larini         | Osella-Ford      | 0      | Pane elétrica   | 11   |        |
| DNQ     | 3   | Jonathan Palmer       | Tyrrell-Ford     |        |                 |      |        |
| DNQ     | 24  | Luis Pérez-Sala       | Minardi-Ford     |        |                 |      |        |
| DNQ     | 39  | Bertrand Gachot       | Rial-Ford        |        |                 |      |        |
| DNQ     | 38  | Pierre-Henri Raphanel | Rial-Ford        |        |                 |      |        |
| DNPQ    | 36  | Stefan Johansson      | Onyx-Ford        |        |                 |      |        |
| DNPQ    | 29  | Michele Alboreto      | Lola-Lamborghini |        |                 |      |        |
| DNPQ    | 34  | Bernd Schneider       | Zakspeed-Yamaha  |        |                 |      |        |
| DNPQ    | 31  | Roberto Moreno        | Coloni-Ford      |        |                 |      |        |
| DNPQ    | 33  | Oscar Larrauri        | EuroBrun-Judd    |        |                 |      |        |
| DNPQ    | 35  | Aguri Suzuki          | Zakspeed-Yamaha  |        |                 |      |        |
| DNPQ    | 41  | Yannick Dalmas        | AGS-Ford         |        |                 |      |        |
| DNPQ    | 40  | Gabriele Tarquini     | AGS-Ford         |        |                 |      |        |
| DNPQ    | 32  | Enrico Bertaggia      | Coloni-Ford      |        |                 |      |        |
| Fontes: |     |                       |                  |        |                 |      |        |

## Tabela do campeonato após a corrida
| Pos.    | Piloto           | Pontos |
| ------- | ---------------- | ------ |
| 1       | Alain Prost      | 76     |
| 2       | Ayrton Senna     | 60     |
| 3       | Riccardo Patrese | 40     |
| 4       | Nigel Mansell    | 38     |
| 5       | Thierry Boutsen  | 37     |
| Fontes: |                  |        |

| Pos.    | Construtor       | Pontos |
| ------- | ---------------- | ------ |
| 1       | McLaren-Honda    | 141    |
| 2       | Williams-Renault | 77     |
| 3       | Ferrari          | 59     |
| 4       | Benetton-Ford    | 39     |
| 5       | Tyrrell-Ford     | 16     |
| Fontes: |                  |        |

- Nota: Somente as primeiras cinco posições estão listadas e os campeões da temporada estão grafados em negrito. Entre 1981 e 1990 cada piloto podia computar onze resultados válidos por temporada não havendo descartes no mundial de construtores.